# Kolibris

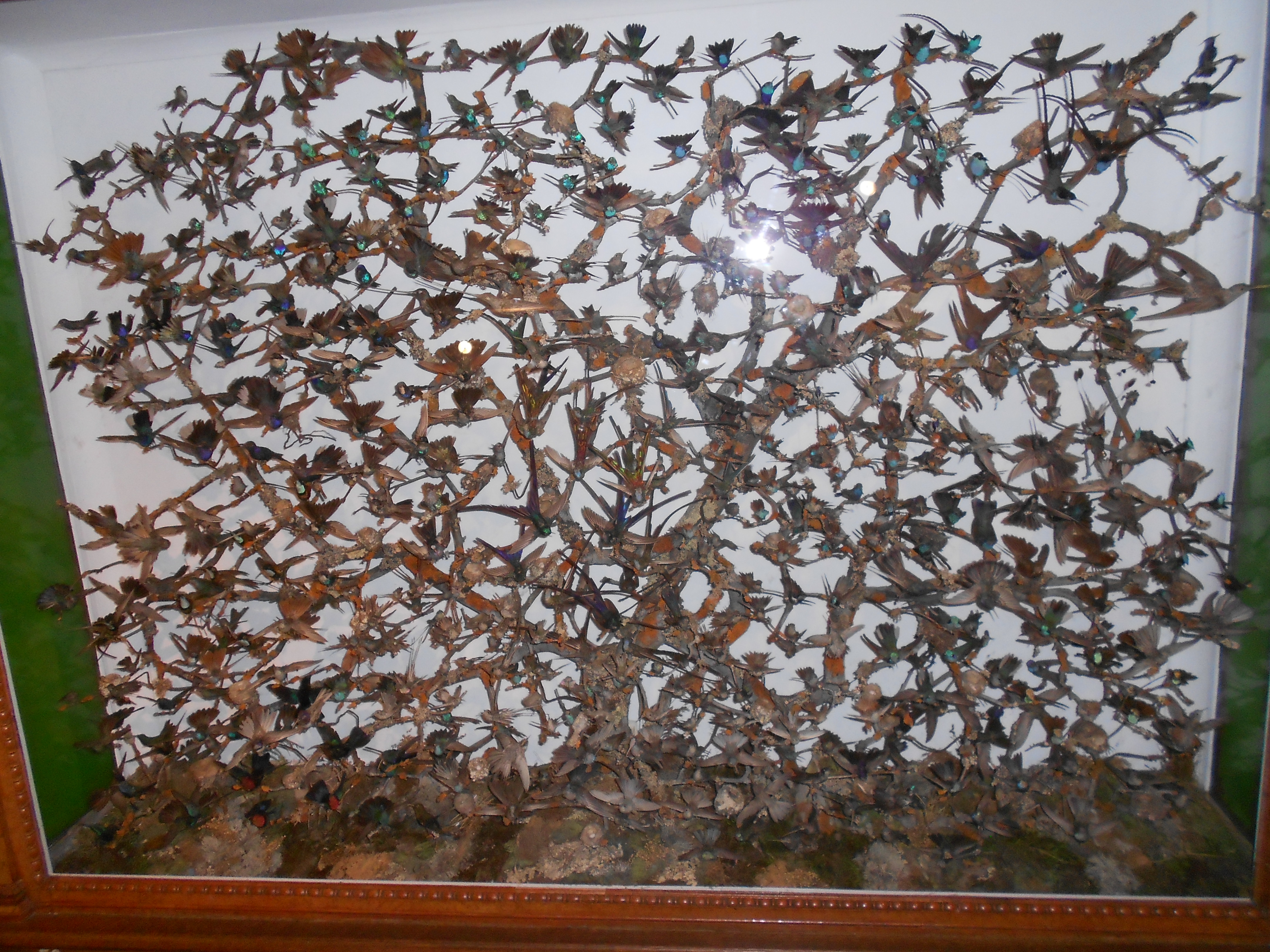
Sammlung ausgestopfter Kolibris im Natural History Museum, London

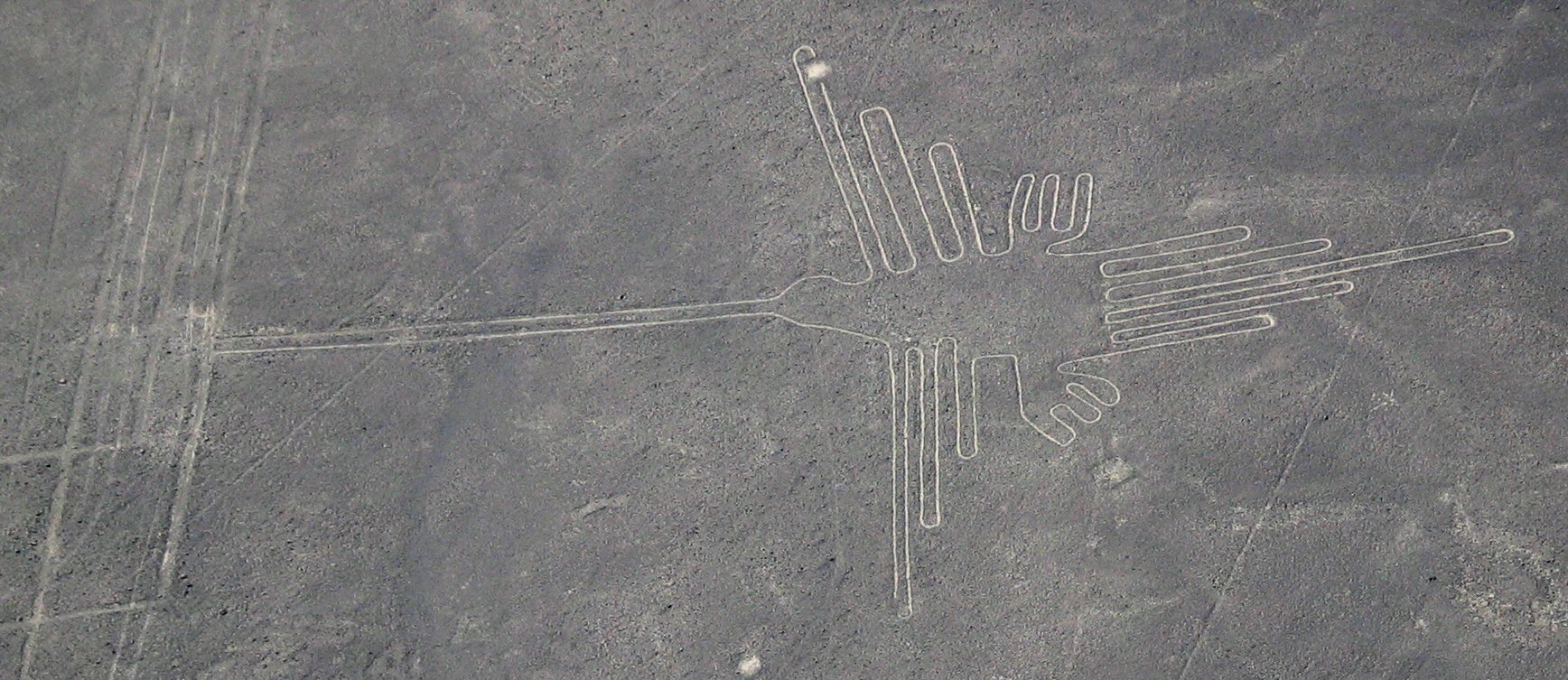
Nazca-Linien in Peru, die einen Kolibri darstellen

Die Kolibris (Trochilidae) sind eine Familie kleiner, Nektar fressender Vögel aus Süd-, Mittel- und Nordamerika. Sie sind sowohl mit den Seglern (Apodidae) als auch mit den Baumseglern (Hemiprocnidae) so nahe verwandt, dass sie mit diesen in der Ordnung der Seglervögel (Apodiformes) zusammengefasst werden. Einige Autoren stellen sie auch in eine eigenständige Ordnung, die Trochiliformes.
Die Familie der Kolibris umfasst mehr als 100 Gattungen mit zusammen 371 Arten. Der Name Kolibri wurde im 18. Jahrhundert aus dem Französischen entlehnt (frz. colibri) und stammt wohl aus einer karibischen Sprache.

## Anatomie und Flugfähigkeit

### Körperbau
Unter den Kolibris findet man die kleinste Vogelart überhaupt; die Bienenelfe (Mellisuga helenae) misst samt Schnabel und Schwanzfedern nur 6 cm. Der Riesenkolibri (Patagona gigas) ist mit ca. 22 cm Länge der größte Vertreter der Familie.
Die Schnäbel der Kolibri-Arten variieren stark – oft gattungstypisch – in Größe und Form. Beim Schwertschnabelkolibri (Ensifera ensifera) z. B. ist der Schnabel fast so lang wie der ganze übrige Körper, der 10 cm misst. Der Kurzschnabelkolibri (Ramphomicron microrhynchum) hat nur eine Schnabellänge von 5 mm. Die Schnäbel der Adlerschnabel-Kolibris (Eutoxeres) sind stark nach unten gebogen, dagegen die Schnäbel der Avosettkolibris (Avocettula recurvirostris) an der Spitze nach oben gebogen. Jede Schnabel-Art ist auf einen anderen Blütentyp abgestimmt, sodass jede Gruppe von gleichschnabeligen Kolibris ihre eigene ökologische Nische besetzt.
Die Zunge der Kolibris ist extrem lang, kann weit hervorgestreckt werden und ist an der Spitze gespalten und strohhalmförmig, sodass der Nektar gut aus den Blüten gesaugt werden kann.
Kolibris besitzen acht Rippenpaare. Normalerweise haben Vögel sechs Rippenpaare.
Bei der Unterfamilie Phaethornithinae sind die drei Vorderzehen an der Basis aneinandergeheftet, bei allen anderen Kolibris (früher zur Unterfamilie Trochilinae zusammengefasst) sind die Vorderzehen frei.

### Gefieder

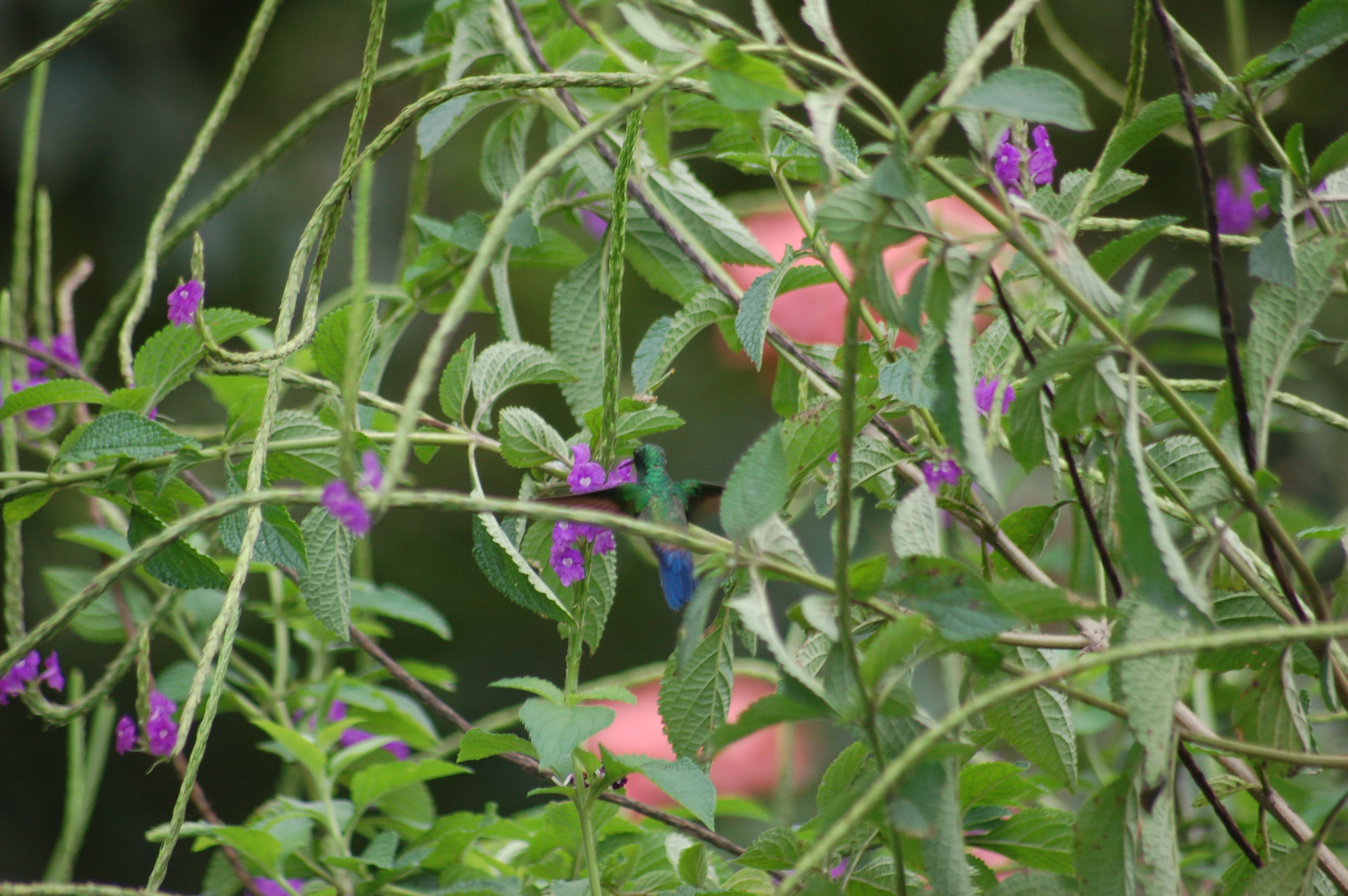
Eine Blauschwanzamazilie auf Nektarsuche in Costa Rica

Die meisten Kolibris haben ein buntes, schimmerndes Gefieder. Bevorzugt sind Kopf, Kehle und Brust mit schillernden Farben versehen. Die Kehle bei den Männchen ist in der Regel bunt schillernd gefärbt, wobei es auch hier Ausnahmen gibt, zum Beispiel den Adlerschnabel-Kolibri. Die Wirkung des Farbspiels kommt durch Interferenz zustande. Die irisierende Kolibrifeder trägt mehrere Schichten mikroskopisch dünner Hornlamellen. Trifft nun Licht aus einem bestimmten Einfallswinkel auf diese Feder, so wird es von den Lamellen zurückgeworfen. Durch die unterschiedliche Lage der Lamellen wird das Licht in sehr kleinen zeitlichen Differenzen reflektiert. So nimmt der Beobachter die Farbe des Gefieders aus unterschiedlichen Perspektiven jeweils anders wahr (siehe Fotos vom Rubinkolibri weiter unten).
Bei der Unterfamilie Phaethornithinae sind die Steuerfedern stark verlängert.

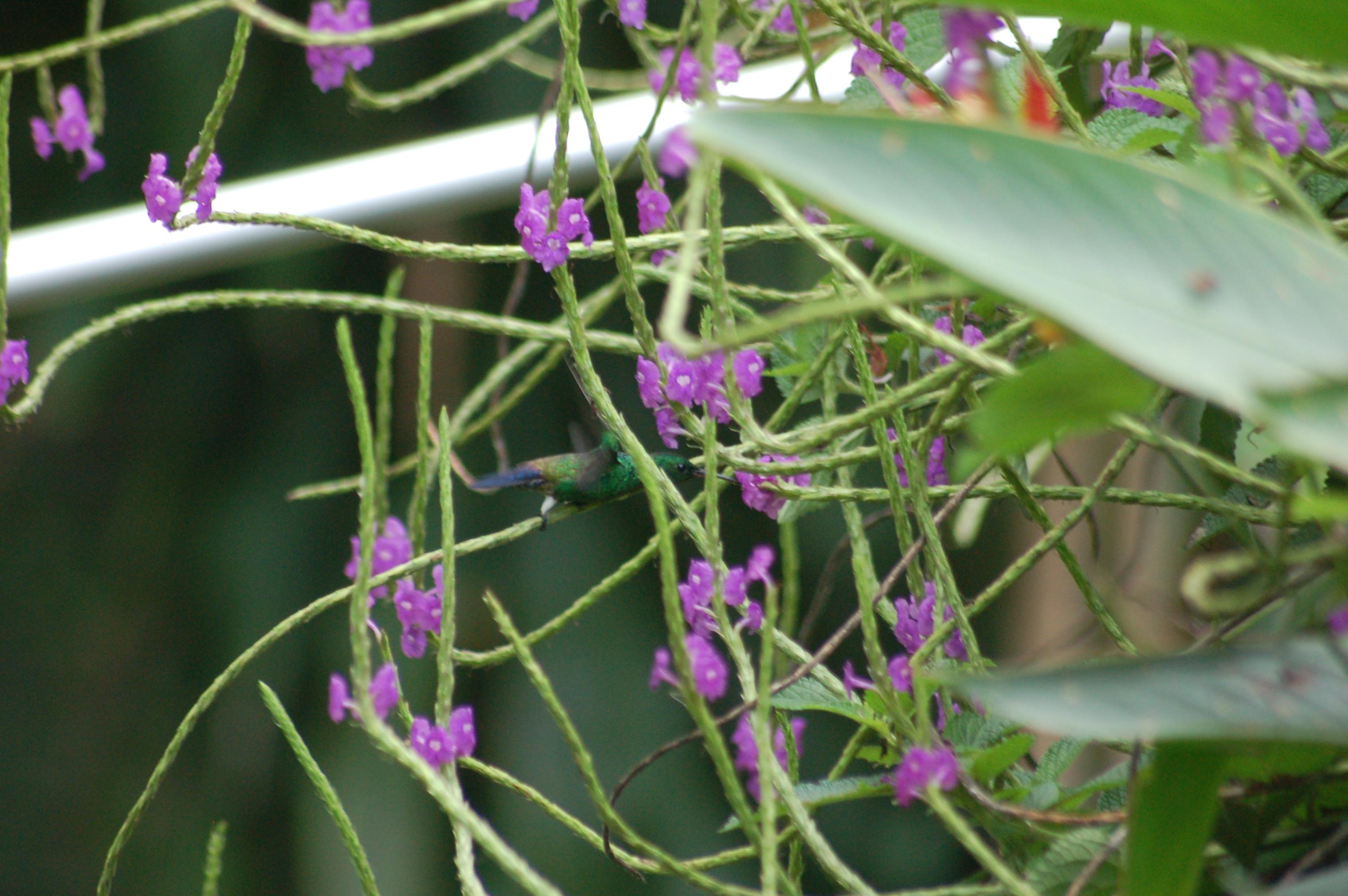
Auch Kolibris sind manchmal für Bequemlichkeit zu haben, hier auf Nektarsuche mal nicht im typischen Schwirrflug.

### Der Flug der Kolibris
Kolibris führen ihren Schwirrflug mit einer sehr hohen Frequenz von 40 bis 50 Flügelschlägen pro Sekunde aus. Während des Flugs beschreiben die Bewegungen ihrer Flügelspitzen eine liegende Lemniskate. Mit ihren beweglichen Flügeln können sie auf der Stelle fliegen, um zum Beispiel Nektar zu trinken. Sie können auch seitwärts und sogar rückwärts fliegen. Beim Kolibri ist im Gegensatz zu allen anderen Vogelfamilien die Hand größer als Ober- und Unterarm. Dies sowie eine extreme Beweglichkeit im Schulter- wie im Ellenbogengelenk erlauben dem Kolibri fast jede erdenkliche Flügelstellung. Die hierfür benötigte Brust- und Oberarmmuskulatur macht beim Kolibri gut ein Viertel seines Gesamtgewichts aus.
Bezogen auf ihre Körpergröße sind Kolibris die wohl schnellsten Wirbeltiere der Welt. So erreichen die etwa zehn Zentimeter großen Annakolibris bei ihren Balzflügen Geschwindigkeiten von 385 Körperlängen pro Sekunde (27,3 m/s bzw. 98 km/h), bei Beschleunigungswerten von etwa dem Zehnfachen der Erdbeschleunigung. Zum Vergleich: Wanderfalken kommen im Sturzflug auf Geschwindigkeiten von bis zu 200 Körperlängen pro Sekunde, Kampfjets, wie z. B. die MiG-25 (ein Mach 3 schneller Abfangjäger), erreichen dagegen maximal nur das rund 40-fache ihrer Gesamtlänge.

### Physiologie
Das Herz der Kolibris ist im Verhältnis zum Körper sehr groß und schlägt 400- bis 500-mal pro Minute, ihre Atemfrequenz liegt bei bis zu 250 Zügen pro Minute. Während des Schlafes senken viele Kolibris ihre Herzfrequenz stark ab, um Energie zu sparen.
Da Eingang und Ausgang des Kolibrimagens sehr eng nebeneinander liegen, wird die aufgenommene flüssige Nahrung bei gefülltem Magen gleich vom Eingang in den Ausgang übergeleitet. Dies bedeutet, dass der Blütennektar nicht erst über den Muskelmagen in den Dünndarm gelangt, sondern diesen direkt erreichen kann, um dort aufgespalten und dem Energiestoffwechsel zugeführt zu werden.
Der Sauerstoffverbrauch der Kolibris erreicht einen sehr hohen Wert und liegt selbst beim ruhenden Tier fünf- bis zehnmal so hoch wie bei Finkenvögeln.

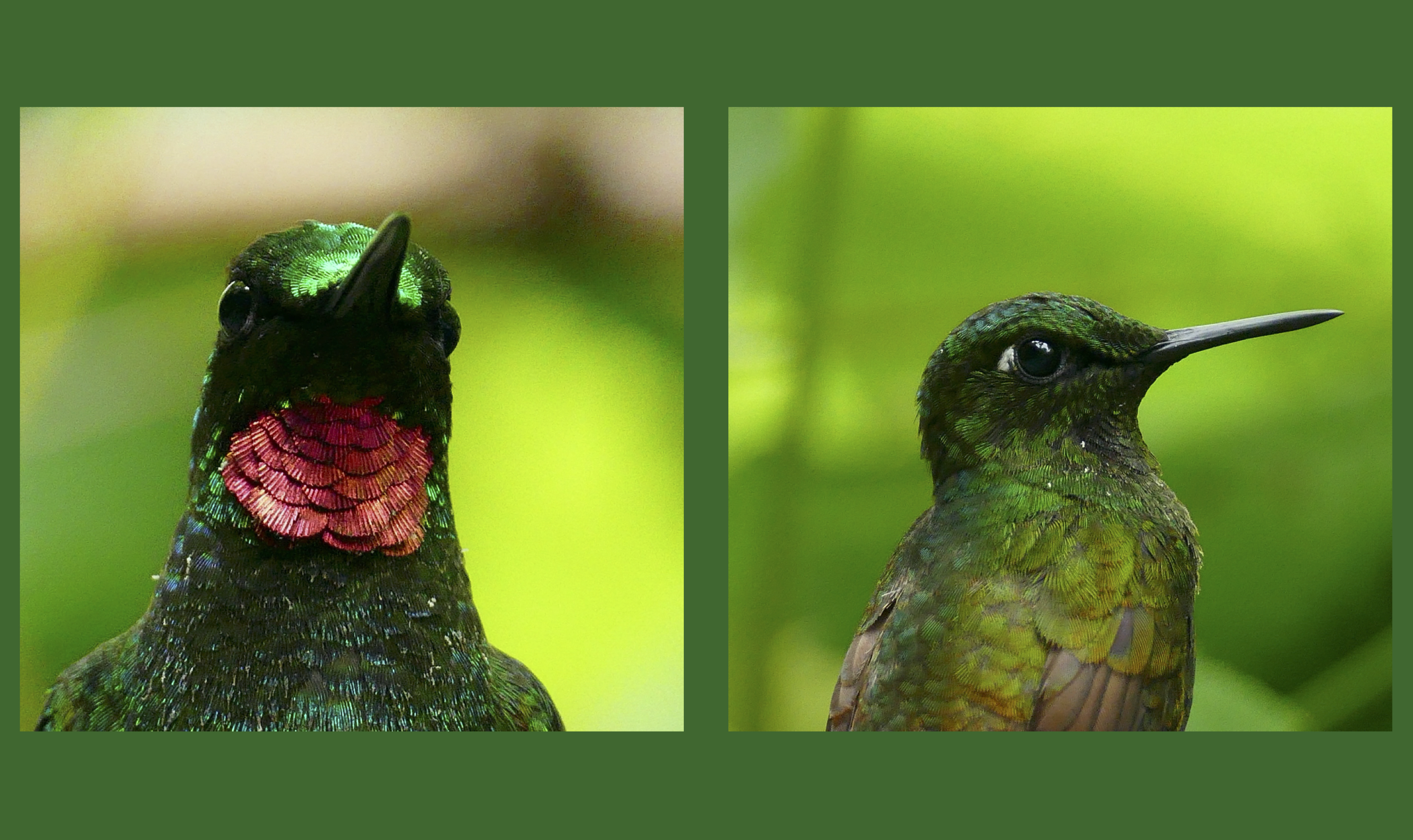
Je nach Perspektive erscheint das Kehlgefieder des Rubinkolibri rot oder nicht.

Kolibris haben die Fähigkeit entwickelt, ihre Körpertemperatur erheblich absenken zu können, um in Notsituationen den Stoffwechsel so zu reduzieren, dass ein Überleben möglich wird. Bei Kolibris wurde auch der Zustand der völligen Teilnahmslosigkeit (Torpidität) beschrieben.

## Verbreitung, Lebensraum und Migration

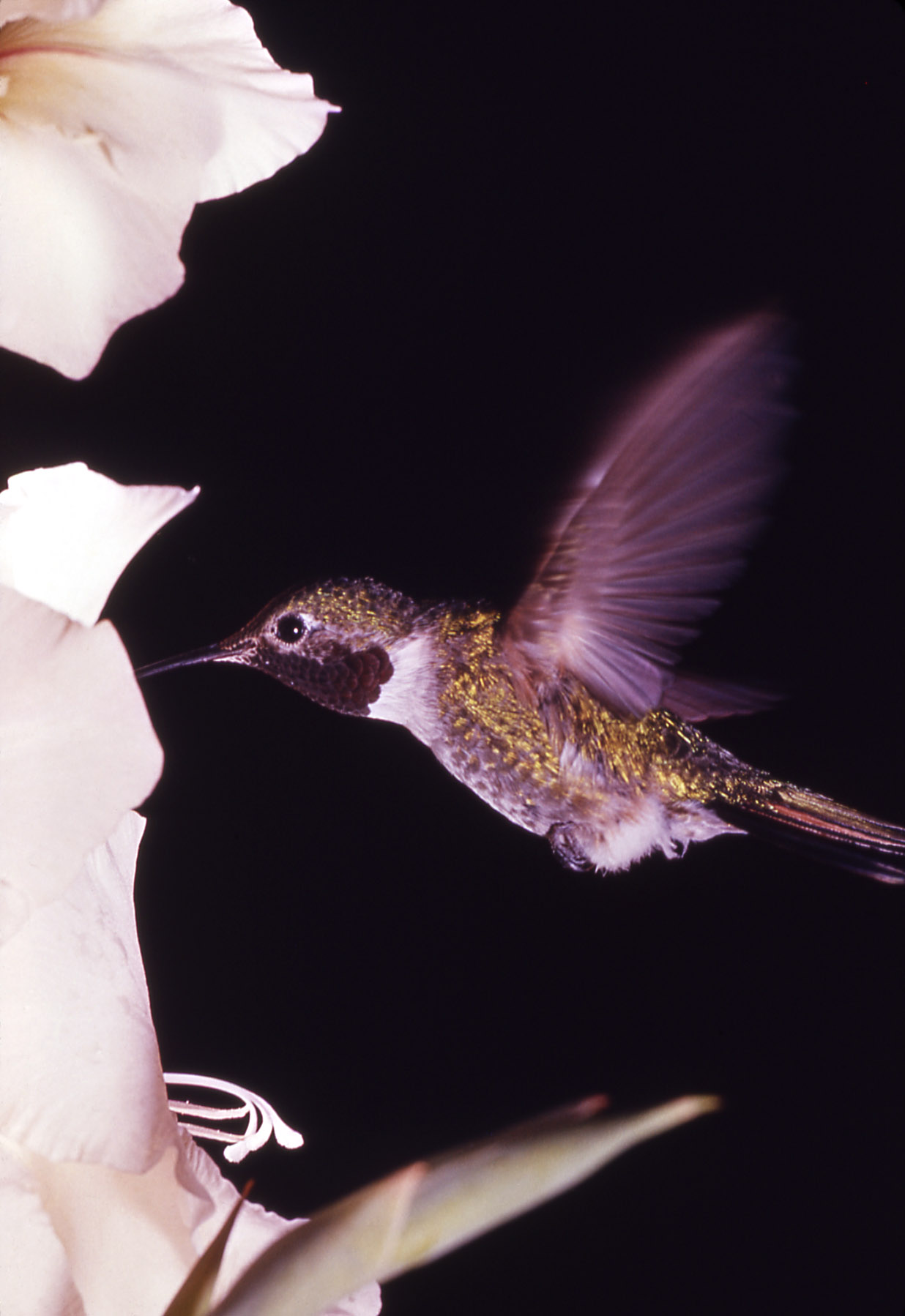
Breitschwanzkolibri
(Selasphorus platycercus) im Schwirrflug

Kolibris leben nur in  Südamerika, Nordamerika und der Karibik. Sie kommen vom Süden Alaskas bis Feuerland vor. Sie leben in Halbwüsten, in den Waldgebieten am Amazonas und in gemäßigten Zonen in den Laubwäldern Chiles. Man trifft sie fast überall im südlichen Nord- und in Südamerika an, außer in der subantarktischen und borealen Zone. Einige Arten wie das Isabella-Schneehöschen, der Türkiskehl-Höschenkolibri und der Rotkehl-Brillantkolibri sind in ihrem Bestand gefährdet, der Türkiskehl-Höschenkolibri ist wahrscheinlich schon ausgestorben. Es gibt aber auch etwa 10–15 Arten, deren Bestand zunimmt.
Fast 130 Arten der Familie der Kolibris leben in der Nähe des Äquators. Nur ein gutes Dutzend lebt in Nordamerika nördlich von Mexiko, die meisten davon im Südwesten der USA. Der Rubinkehlkolibri (Archilochus colubris) brütet als einziger im Osten Kanadas und der USA. Nur auf Jamaika lebt der Wimpelschwanz (Trochilus polytmus), dessen Männchen einen bis zu 17 cm langen Schwanz hat.
Die meisten nordamerikanischen Kolibris ziehen im Herbst nach Süden, um in Mexiko, auf den Karibischen Inseln oder in Mittelamerika zu überwintern. Einige Arten im südlichen Südamerika ziehen im Winter ebenfalls nach Norden in die Tropen. Einige wenige Arten sind das ganze Jahr über in Florida, Kalifornien und den weiten südwestlichen Wüstenregionen der USA beheimatet, darunter der Annakolibri, der im südlichen Arizona und im Landesinneren Kaliforniens häufig vorkommt, und die Fahlbauchamazilie, die im Winter von Florida über die Golfküste bis nach Südtexas lebt. Rubinkehlkolibris sind entlang der atlantischen Flugroute häufig anzutreffen und ziehen im Sommer in den Norden bis ins atlantische Kanada. Sie kehren zum Überwintern nach Mexiko, Südamerika, Südtexas und Florida zurück.

## Ernährung
Die Kolibris ernähren sich vorwiegend von Blütennektar. Diese sehr energiereiche Nahrung macht den kraftraubenden Flugstil erst möglich. Insbesondere auffällig rot oder orange gefärbte Blumen ziehen die Kolibris an. Mehr als 7000 durch Kolibris bestäubte Pflanzenarten in 404 Gattungen und 68 Familien sind bekannt. Neben Nektar fressen Kolibris auch Insekten und Spinnen, um eine ausreichende Versorgung mit Proteinen sicherzustellen. Pollen und Fruchtfleisch sind für Kolibris unverdaulich und werden daher von den Vögeln ignoriert. Mit dem Nektar nehmen die Vögel auch immer wieder kleine Mengen Alkohol zu sich, der durch natürliche Gärung des Blütennektars entsteht. Sie vermeiden jedoch, mehr als 1,5 Prozent Alkohol mit ihrer Nahrung aufzunehmen, und bauen das Ethanol sehr schnell wieder ab.

## Koevolution mit Futterpflanzen
Die ältesten Vertreter von Kolibris und ihrer Futterpflanzen einer geographischen Region, etwa Nordamerikas oder der Karibik, sind evolutionär gesehen gleich alt. Nach der Besiedlung einer dieser Regionen fand jeweils eine Diversifizierung der Kolibrilinien und/oder eine Besiedlung durch weitere Linien statt. Ähnlich verhält es sich mit den kolibribestäubten Pflanzengruppen. Auch hier entstanden neue Arten und/oder in weiteren bis dahin noch nicht kolibribestäubten Pflanzengruppen entstanden kolibribestäubte Arten. Die meisten Kolibriarten ernähren sich vom Nektar einer Vielzahl von Pflanzenarten. Einige Arten mit einer hoch spezialisierten Schnabelform fressen den Nektar von Pflanzenarten, der aufgrund der Blütenform für anderen Kolibriarten nicht zugänglich ist. Der Schwertschnabelkolibri und der Sichelschnabelkolibri sind Beispiele für diese gegenseitige Abhängigkeit. Aufgrund der extremen Schnabel- und Blütenformen ging man bei diesen Arten lange von einer Koevolution dieser Pflanzen mit ihren Kolibris aus. Forschungen haben allerdings gezeigt, dass extreme Abhängigkeiten einer Kolibriart von einer Gruppe von Pflanzenarten auch im Laufe der Evolution dieser Kolibriart entstanden sein können und die beteiligten Pflanzenarten dementsprechend jünger sind als die bestäubende Art des Kolibris. Peter Feinsinger und Robert Knight Colwell definierten 1978 fünf verschiedene Rollen für das Zusammenleben von Kolibris. So unterschieden sie zwischen sogenannten Traplinern an Pflanzen mit hohem Belohnungsgrad, Revierverteidigern, Traplinern an Pflanzen mit geringem Belohnungsgrad, territorialen Parasiten bzw. Eindringlingen und Generalisten.

## Fortpflanzung

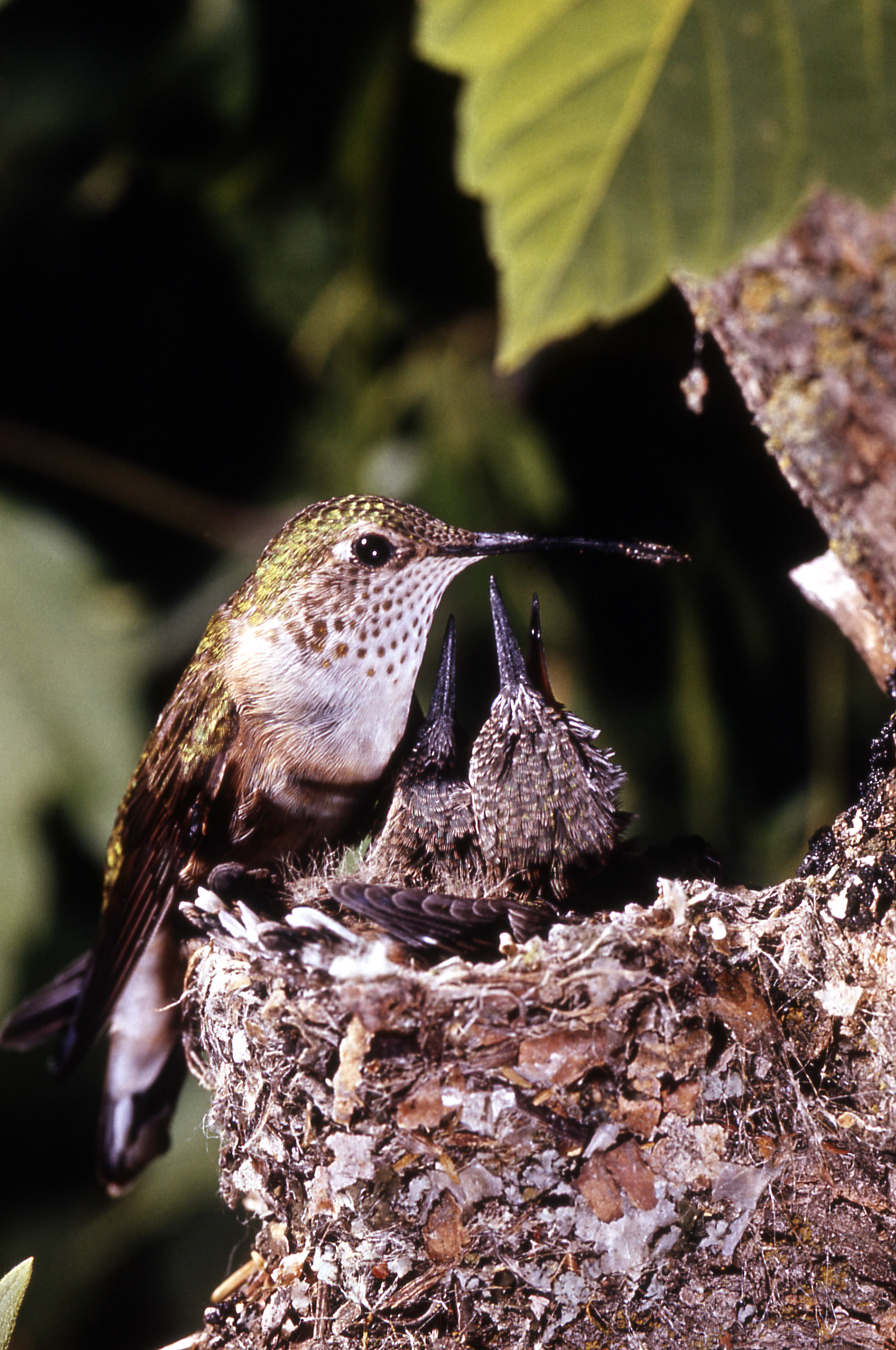
Ein Breitschwanzkolibri füttert seine Brut.

Um bei den Weibchen Interesse zu wecken und sie in Paarungsbereitschaft zu bringen, führen die Männchen einen Balztanz auf. Nach der Begattung bauen die Weibchen ein winziges Nest, das aus Spinnweben, Pflanzenwolle, Flechten oder Moos angefertigt wird. Das Nest wird in geringer Höhe in einem Busch oder einem Baum versteckt gebaut. Das Weibchen legt im Abstand von zwei Tagen zwei Eier. Die Brut dauert 14 bis 19 Tage. Die Jungen werden anschließend 3–4 Wochen bis zu 140-mal am Tag gefüttert. Zur Nahrungssuche lassen sich die Weibchen aus dem Nest fallen und gleiten dabei blattähnlich zu Boden. Dadurch wird Nesträubern das Orten des versteckten Nestes deutlich erschwert.

## Lebensspanne
Für Organismen mit einem so schnellen Stoffwechsel haben Kolibris eine ungewöhnlich lange Lebensspanne. Obwohl viele von ihnen im ersten Lebensjahr sterben, vor allem in der vulnerablen Zeit zwischen dem Schlüpfen und dem Ausfliegen, können diejenigen, die überleben, gelegentlich ein Jahrzehnt oder länger leben. Bei den bekannteren nordamerikanischen Arten beträgt die typische Lebensspanne wahrscheinlich 3 bis 5 Jahre. Zum Vergleich: Die kleineren Spitzmäuse, die zu den kleinsten Säugetieren gehören, leben selten länger als 2 Jahre. Die längste in freier Wildbahn nachgewiesene Lebensdauer eines Kolibris bezieht sich auf ein Weibchen eines Breitschwanzkolibris, das als Erwachsener im Alter von mindestens einem Jahr beringt wurde und 11 Jahre später wieder eingefangen wurde, also mindestens 12 Jahre alt war. Andere Langlebigkeitsrekorde für beringte Kolibris umfassen ein geschätztes Mindestalter von 10 Jahren und 1 Monat für einen weiblichen Schwarzkinnkolibri, der in seiner Größe dem Breitschwanzkolibri ähnelt, und mindestens 11 Jahre und 2 Monate für eine viel größere Fahlbauchamazilie.

## Natürliche Feinde
Natürliche Feinde der Kolibris sind Schlangen, Greifvögel, Katzen und Marder.

## Fossilien
Der deutsche Paläoornithologe Gerald Mayr vom Frankfurter Senckenberg Forschungsinstitut entdeckte die vermutlich ältesten Kolibrifossilien der Welt in der Grube Unterfeld im baden-württembergischen Frauenweiler (Stadtteil von Wiesloch). Er beschreibt im Fachmagazin Science den Fund zweier über 30 Millionen Jahre alter Fossilien, die den heute lebenden amerikanischen Kolibris ähnelten. Es sind die ersten Funde von Kolibris in der Alten Welt.
Die Skelette sind etwa vier Zentimeter lang, haben einen langen Schnabel, um Blütennektar zu saugen, sowie Flügel, die zum Schweben auf der Stelle befähigen. Damit weisen sie die typischen Merkmale heutiger Kolibris auf.
Mayr taufte sie auf den Namen Eurotrochilus inexpectatus – „unerwarteter, europäischer Kolibri“.

## Haltung als Ziervogel
Kolibris gelten als schwierig zu haltende Ziervögel. Zu den wenigen Arten, die auch von Privatpersonen gehalten werden, gehört der Veilchenohrkolibri, bei dem auch bereits die Nachzucht gelungen ist.

## Systematik

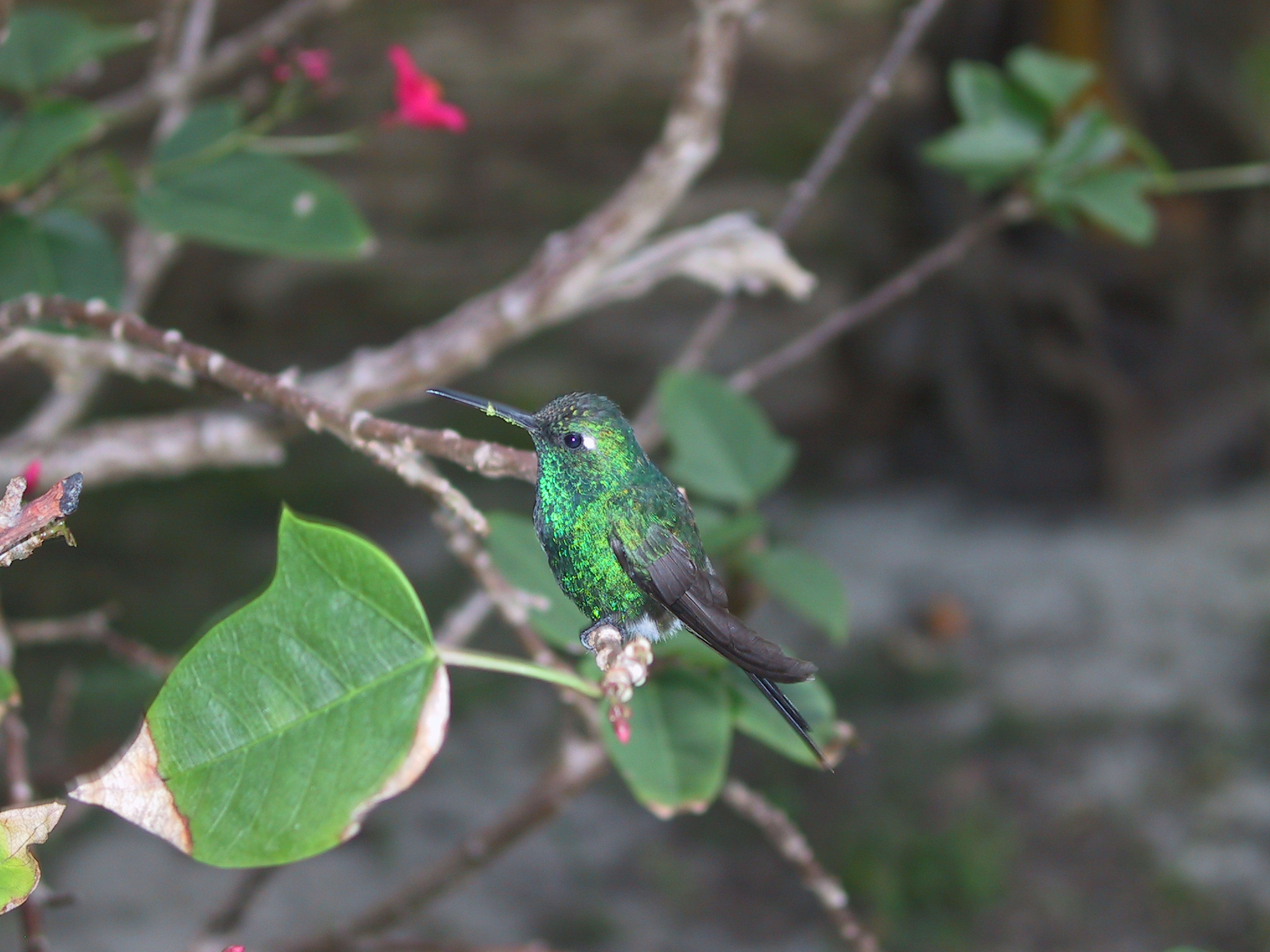
Kubasmaragdkolibri-Männchen (Riccordia ricordii)

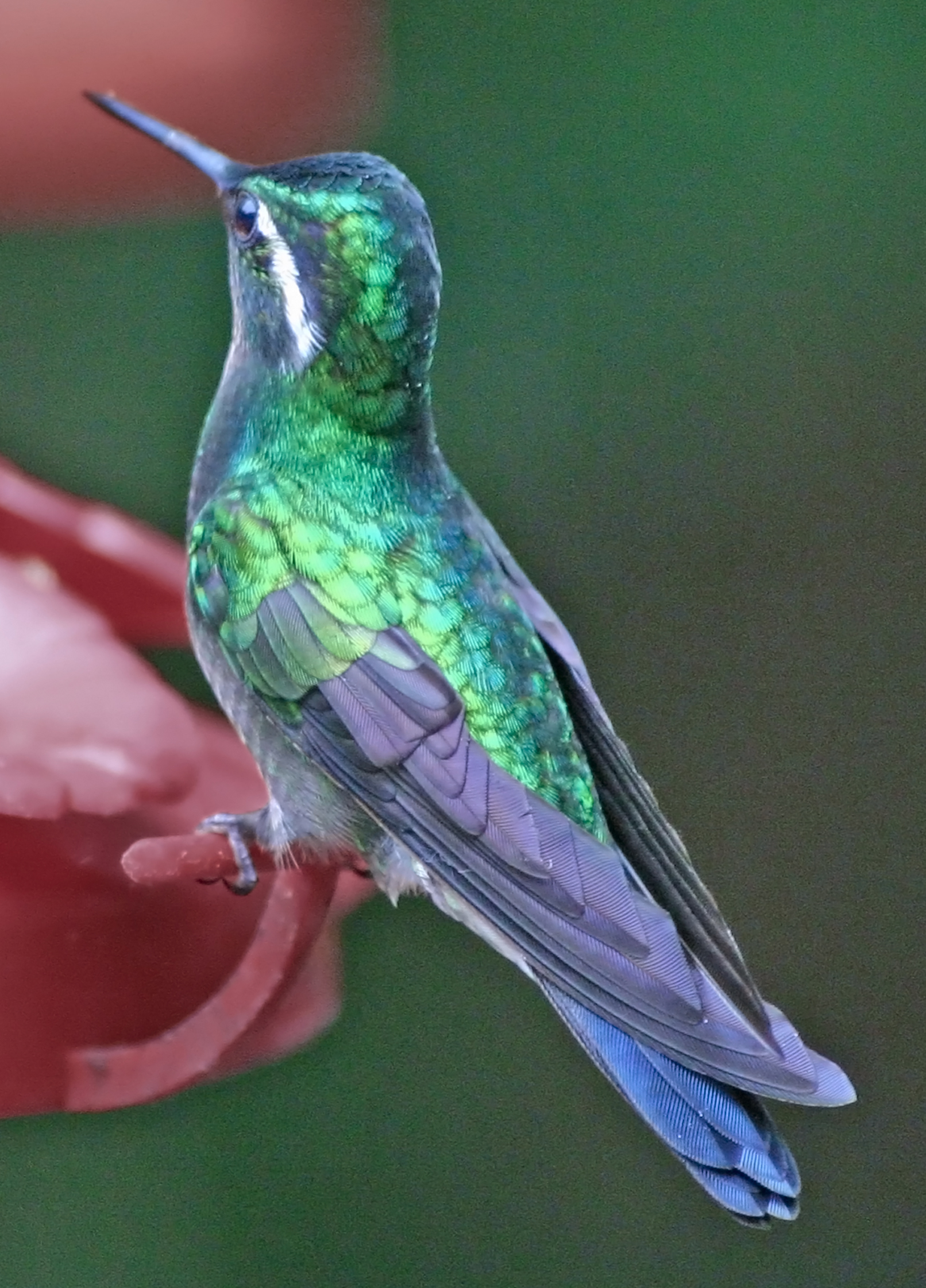
Purpurkehlnymphe im Nationalpark Monte Verde, Costa Rica